# ويليام ألفيس دي أوليفيرا
ويليام ألفيس دي أوليفيرا (مواليد 7 ديسمبر 1991 في جويز دي فورا) هو لاعب كرة قدم برازيلي يجيد اللعب كمهاجم لعب سابقاً في نادي الفيصلي و نادي الفيحاء.

## وصلات خارجية
ويليام ألفيس دي أوليفيرا على موقع اتحاد تركيا (لاعب) (الإنجليزية)
- ويليام ألفيس دي أوليفيرا على موقع قاعدة بيانات كرة القدم.إي يو (الإنجليزية)
- ويليام ألفيس دي أوليفيرا على موقع Soccerway.com (الإنجليزية)
- ويليام ألفيس دي أوليفيرا على موقع عالم كرة القدم.نت (الإنجليزية)
- ويليام ألفيس دي أوليفيرا على موقع AS.com (الإسبانية)